# Florida-Weichschildkröte

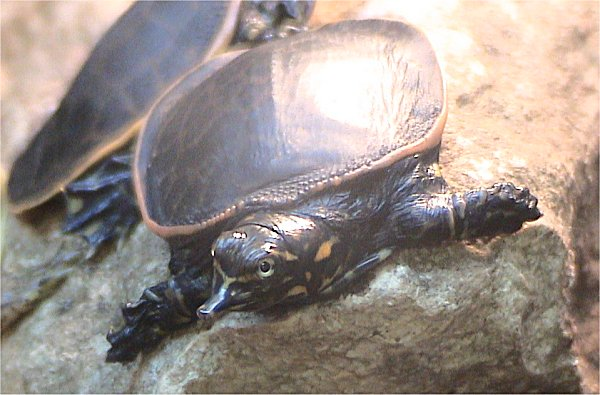
Florida-Weichschildkröten Jungtiere

Die Florida-Weichschildkröte (Apalone ferox, Syn.: Trionyx ferox), auch  Wilde Dreiklaue oder Beißschildkröte genannt, kommt in den USA in den Bundesstaaten South Carolina, Georgia, Florida und Alabama vor. Ihr Lebensraum sind langsam fließende Flüsse mit schlammigen Bodengrund. Sie gehen auch in Brackwasser.

## Merkmale
Ihr flacher, ovaler Rückenpanzer ist oberseits bräunlich, die Bauchseite ist weißlich. Am Vorderrand befinden sich einige Warzen. Der Kopf endet in einer kleinen, rüsselförmigen Nase. Die Lippen sind fleischig. Von den Augen erstreckt sich eine Y-förmige, gelbe Markierung zur Nasenspitze und der lange Hals und die Kopfseiten sind mit gelben Strichen gezeichnet, diese verblassen aber mit dem Alter. Die Gliedmaßen tragen drei scharfe Krallen. Die Tiere erreichen eine Größe von 45 Zentimeter.